# Почесні громадяни Черкащини
28 березня 2008 року Черкаська обласна рада своїм рішенням започаткувала відзнаку «Почесний громадянин Черкащини», яка щорічно присвоюється особам за їхній вагомий особистий внесок у розвиток Черкаської області, її економіки, науки, освіти, культури, мистецтва, охорони здоров'я, спорту, створення матеріальних та духовних цінностей, миротворчу, доброчинну діяльність, мужність і відвагу при врятуванні людей, ліквідації наслідків надзвичайних ситуацій та стихійного лиха. Особам, удостоєним цього почесного звання, вручатимуться посвідчення і свідоцтво «Почесного громадянина Черкащини», нагрудний знак, грошова винагорода у розмірі 10 мінімальних заробітних плат та виплачуватиметься довічна щомісячна стипендія у розмірі мінімальної заробітної плати.
Нижче наведений список почесних громадян Черкаської області.
| Прізвище, ім'я, по батькові              | Діяльність                                                                                  | Присвоєння                                                                        |
| Кузьмінський Анатолій Іванович (*1943)   | Ректор Черкаського національного університету імені Богдана Хмельницького                   | 27 грудня 2013 року                                                               |
| Ліпкан Анатолій Васильович (*1939)       | Генеральний директор «Уманьферммашу»                                                        | 8 вересня 2010 року                                                               |
| Лутак Іван Кіндратович (*1919—†2009)     | Громадський та політичний діяч Черкащини, голова Черкаської обласної Ради у 1954–1961 роках | 26 грудня 2008 року за вагомий внесок у економічний і культурний розвиток області |
| Негода Микола Феодосійович (*1928—†2008) | Український поет і письменник                                                               | 26 грудня 2008 року посмертно                                                     |
| Парубок Омелян Никонович (*1940—†2017)   | Політичний діяч, двічі Герой Соціалістичної Праці                                           | 2012 року                                                                         |